# Prix Noël-Mailloux (psychologie)
 (juillet 2018).
Si vous disposez d'ouvrages ou d'articles de référence ou si vous connaissez des sites web de qualité traitant du thème abordé ici, merci de compléter l'article en donnant les références utiles à sa vérifiabilité et en les liant à la section « Notes et références ».
Pour les articles homonymes, voir Prix Noël-Mailloux.
Le prix Noël-Mailloux est une distinction québécoise qui est remise en l’honneur du père Noël Mailloux, premier récipiendaire et fondateur du Département de psychologie de l’Université de Montréal.
Ce prix est décerné à un membre de l’ordre des psychologues du Québec qui s’est distingué par sa contribution au développement de la psychologie. Ce prix souligne l'ensemble d'une carrière marquée par l'excellence. Depuis 2006, la remise de ce prix a lieu tous les deux ans. 

## Récipiendaires
- 1983 - Noël Mailloux
- 1984 - Yves Saint-Arnaud
- 1985 - Brenda Milner
- 1986 - Gérard Barbeau
- 1987 - David Bélanger
- 1988 - Jean-Claude Lauzon
- 1989 - Gabrielle Clerk
- 1990 - Jean-Pierre Hogue
- 1991 - Raymond Champagne
- 1992 - Germain Lavoie
- 1993 - Pierre Ritchie
- 1994 - Janine Corbeil
- 1995 - Alex E. Schwartzman
- 1996 - André Lussier (psychanalyste)
- 1997 - Margaret C. Kiely
- 1998 - Maurice Gauthier
- 1999 - Gilbert Desmarais
- 2000 - Richard Cloutier
- 2001 - Maryse Lassonde
- 2002 - Robert Gaudin
- 2003 - Raymond Fortin
- 2004 - Charles Morin
- 2005 - André Fillion
- 2006 - Michel Sabourin
- 2008 - John Wright
- 2010 - Gilles Delisle
- 2012 - Luc Granger et Conrad Lecomte
- 2014 - Hubert Van Gijseghem
- 2016 - Rose-Marie Charest
- 2018 - Francine Lussier
- 2022 - Francine Cyr (Ph.D.), Professeure Honoraire à l'Université de Montréal.